# Karin Dor
Karin Dor, geboren als Kätherose Derr, ook bekend als Rose Dor (Wiesbaden, 22 februari 1938 – München, 6 november 2017), was een Duitse actrice. In de jaren 1960 was ze een van de meest populaire actrices in de Duitse entertainmentbioscoop. Ze speelde in verschillende bioscoopseries, waaronder in filmaanpassingen van Karl May en Edgar Wallace. Ze werd internationaal bekend door de films James Bond 007 - You Only Live Twice (1967) en Topaz van Alfred Hitchcock (1969).

## Biografie
Karin Dor werd in 1938 in Wiesbaden geboren. Al op jonge leeftijd probeerde ze het eerst als filmactrice, waar ze plezier vond in het werken voor de camera. Van 1954 tot 1968 was ze getrouwd met de Oostenrijkse regisseur Harald Reinl, 30 jaar ouder dan zij, die haar haar eerste sprekende rol gaf en deze vervolgens in veel van zijn films gebruikte. Op de bruiloft in 1954 deed Dor zich naar verluidt voor als twee jaar ouder om zonder problemen te kunnen trouwen, daarom wordt in sommige geschriften 1936 als haar geboortejaar genoemd. In 1955 werd hun zoon geboren.
In de jaren 1960 speelde ze in verschillende bioscoopseries, waaronder in Dr. Mabuse en Fu Manchu verfilmingen van Edgar Wallace. Daarin speelde ze meestal de vervolgde onschuld, die resoluut en dapper de slechterik trotseerde totdat ze werd gered door de goede. Ze speelde drie keer de vrouwelijke hoofdrol in Karl May-films: in 1962 aan de zijde van Götz George in Der Schatz im Silbersee, in 1964 als Ribanna, de grote liefde van Winnetou, in Winnetou 2. Teil en 1968 in Winnetou und Shatterhand im Tal der Toten. In 1994 ontving ze de Scharlih-prijs, de bekendste onderscheiding in verband met de naam Karl May.
Ze werd internationaal bekend door de films James Bond 007 - You Only Live Twice (1967) en Topaz van Alfred Hitchcock (1969). Ze stierf daar spectaculaire filmdoden: in de Bond-film werd ze opgegeten door piranha's als de roodharige agent Helga Brandt en neergeschoten door haar jaloerse minnaar in Hitchcock als de Cubaanse Juanita. Hitchcock wilde dat de stervensscène eruitzag als een liefdesscène. De camera was direct boven haar en haar scènepartner John Vernon geplaatst. Het schot is te horen, Dor valt op de grond en haar paarse jurk gaat open als een bloesem. Hitchcock had touwtjes aan de jurk die op het moment van vallen door verschillende mensen buiten de kijkhoek van de camera werden getrokken.
Tot het begin van de jaren 1970 ontving ze herhaaldelijk gastrollen in internationale film- en televisieproducties zoals It Takes a Thief (1969) en Ironside (1970). De algemene teruggang in de film op dat moment, haar scheiding van Harald Reinl (1968) en kanker, ondermijnden ondertussen haar carrière als actrice.
In 1972 trouwde ze met de zakenman Günther Schmucker, het huwelijk is in 1974 gescheiden. In 1985, volgens andere bronnen in 1988, trouwde ze met de stuntman George Robotham en woonde daarna lange tijd in de Verenigde Staten. Ze keerde terug naar Duitsland met haar derde echtgenoot, die de ziekte van Alzheimer had. Robotham stierf in februari 2007 in Bonn op 86-jarige leeftijd.
Ze heroriënteerde zich en speelde veel in het theater in klassiekers als Tartuffe, maar ook in tabloidkomedies als Der Neurosenkavalier, waarmee ze meer dan 500 keer optrad. Ze werkte ook soms in televisie- en filmproducties. Ze maakte haar comeback in de bioscoop in 2006 in Ich bin die Andere als de alcoholverslaafde moeder van Katja Riemann. Sinds augustus 2008 speelt ze in de speciaal voor haar geschreven komedie Man liebt nur dreimal oder Die Katze in het Theater in der Komödie in het Bayerischer Hof in München. Korte tijd na een val in juli 2016 verscheen ze weer in de komedie in het Bayerischer Hof, maar herstelde ze niet van de gevolgen van het ongeval.

## Overlijden
Karin Dor overleed in november 2017 op 79-jarige leeftijd in een verpleeghuis in München en werd begraven in Simbach am Inn.

## Filmografie

### Als actrice
- 1953: Der letzte Walzer
- 1954: Rosen aus dem Süden
- 1954: Rosen-Resli
- 1954: Der schweigende Engel
- 1954: Ihre große Prüfung
- 1955: Solange du lebst
- 1956: Santa Lucia
- 1957: Kleiner Mann – ganz groß
- 1957: Die Zwillinge vom Zillertal
- 1957: Almenrausch und Edelweiß
- 1958: Mit Eva fing die Sünde an
- 1958: Worüber man nicht spricht
- 1958: 13 kleine Esel und der Sonnenhof
- 1958: Skandal um Dodo
- 1959: So angelt man keinen Mann
- 1959: Das blaue Meer und Du
- 1959: Ein Sommer, den man nie vergißt
- 1960: Die Bande des Schreckens
- 1960: Im weißen Rößl
- 1961: Der grüne Bogenschütze
- 1961: Bei Pichler stimmt die Kasse nicht
- 1961: Der Fälscher von London
- 1961: Am Sonntag will mein Süßer mit mir segeln gehn
- 1961: Im schwarzen Rößl
- 1962: Die unsichtbaren Krallen des Dr. Mabuse
- 1962: Der Teppich des Grauens
- 1962: Ohne Krimi geht die Mimi nie ins Bett
- 1962: Der Schatz im Silbersee
- 1963: Die weiße Spinne
- 1963: Der Würger von Schloss Blackmoor
- 1963: Das Geheimnis der schwarzen Witwe
- 1963: Zimmer 13
- 1964: Winnetou 2. Teil
- 1964: Der letzte Mohikaner
- 1965: Hotel der toten Gäste
- 1965: Ich, Dr. Fu Man Chu (The Face of Fu Manchu)
- 1965: Ich habe sie gut gekannt (Io la conoscevo bene)
- 1965: Der unheimliche Mönch
- 1966: Gern hab’ ich die Frauen gekillt
- 1966: Wie tötet man eine Dame? (Das Geheimnis der gelben Mönche)
- 1966: Der Mann mit den tausend Masken (Upperseven, l'uomo da uccidere)
- 1966: Die Nibelungen – 1. Teil: Siegfried von Xanten
- 1966: Die Nibelungen – 2. Teil: Kriemhilds Rache
- 1967: You Only Live Twice
- 1967: Die Schlangengrube und das Pendel
- 1968: Caroline Chérie (Schön wie die Sünde) (Caroline chérie)
- 1968: Winnetou und Shatterhand im Tal der Toten
- 1969: Topas (Topaz)
- 1969: Ihr Auftritt, Al Mundy (It Takes a Thief) – Drei Damen lernen fliegen (tv-film)
- 1970: Dracula jagt Frankenstein
- 1970: Der Chef (Ironside) – Schachmatt in Montreal Teil 1 + 2 (tv-film)
- 1970: FBI (The F.B.I.) – Die grausame Lüge (tv-film)
- 1971: Haie an Bord
- 1972: Liebe ist so selten – Die Krise einer Ehe (tv-spel)
- 1974: Hochzeitsnacht im Paradies (tv-film)
- 1974: Die Antwort kennt nur der Wind
- 1975: Frauenstation
- 1976: Vier in der Sahara (Four Against the Desert, tv-serie)
- 1977: Mission Overkill (Warhead)
- 1977: Dark Echo (Dark Echoes)
- 1981: Achtung Zoll! (tv-reeks)
- 1983: Der Lord und das Kätzchen (theaterstuk op televisie)
- 1985: Gipfeltreffen (theaterstuk op televisie)
- 1986: Johann Strauß – Der König ohne Krone
- 1992/1993: Die große Freiheit (tv-serie, afleveringen 1–8)
- 1993: Mein Freund, der Lipizzaner (tv-film)
- 1997: Rosamunde Pilcher – Der Preis der Liebe
- 2000: Rosamunde Pilcher – Ruf der Vergangenheit
- 2001: SOKO München (tv-serie, aflevering 20x01)
- 2004: Inga Lindström – Sehnsucht nach Marielund (tv-film)
- 2005: Ich bin die Andere
- 2009: Das Traumschiff – Indian Summer (tv-film)
- 2010: Das Traumschiff – Panamá (tv-film)
- 2011: Rosamunde Pilcher – Herzensfragen
- 2015: Die abhandene Welt

### Televisieshows
- 1974: Dalli Dalli
- 1977: Klimbim (aflevering 19)
- 1977: Zum Blauen Bock (aflevering 153)
- 1979: Auf Los geht's los (aflevering 17)
- 1985: Alles oder nichts
- 1987: NDR Talk Show
- 1994: Wie würden Sie entscheiden? – Laßt mich sterben
- 1998: höchstpersönlich (Portret over Karin Dor)
- 1998: Boulevard Bio
- 2000: NDR Talk Show
- 2002: Johannes B. Kerner
- 2006: Beckmann
- 2006: Wetten, dass..?
- 2010: My Swinging Sixties – Gottschalks Zeitreise (ZDF-Nostalgieshow)
- 2010: Kölner Treff
- 2010: ARD-Buffet